# Ratko Mladić
Ratko Mladić (srbsky Ратко Младић; * 12. března 1942, Božanovići) je bývalý bosenskosrbský důstojník a velitel armády Republiky srbské, kterou vedl během války v Jugoslávii. V roce 2017 byl Mezinárodním trestním tribunálem pro bývalou Jugoslávii (ICTY) shledán vinným ze spáchání válečných zločinů, zločinů proti lidskosti a genocidy. Za tyto zločiny si odpykává doživotní trest v Haagu.
Mladić jako dlouholetý člen Svazu komunistů Jugoslávie zahájil svou kariéru v Jugoslávské lidové armádě (JNA) v roce 1965. Prosadil se v jugoslávských válkách, zpočátku jako vysoký důstojník Jugoslávské lidové armády a následně jako náčelník generálního štábu armády Republiky srbské během války v Bosně v letech  1992–1995. V červenci 1996 soudní senát ICTY, který v nepřítomnosti Mladiće postupoval podle článku 61 ICTY, potvrdil všechny body původních obvinění a zjistil, že existují rozumné důvody se domnívat, že spáchal údajné zločiny, a vydal mezinárodní zatykač. Vlády Srbska a Spojených států nabídly 5 milionů eur za informace vedoucí k jeho dopadení a zatčení, ale na svobodě zůstal téměř šestnáct let, zpočátku pod ochranou srbských a bosenskosrbských bezpečnostních sil a později ze strany rodiny. 26. května 2011 byl zatčen v Lazarevu v Srbsku. Jeho dopadení bylo považováno za jednu z podmínek pro to, aby Srbsko získalo status kandidáta na členství v Evropské unii.
31. května 2011 byl Mladić vydán do Haagu, kde 16. května 2012 začal formálně jeho soudní proces. 22. listopadu 2017 byl ICTY odsouzen k doživotnímu vězení poté, co byl shledán vinným z 10 obvinění, jednoho z genocidy, pěti ze zločinů proti lidskosti a čtyř z porušení válečných zákonů. Byl zbaven jednoho obvinění z genocidy. Jako nejvyšší vojenský důstojník s odpovědností velení byl Mladić ICTY považován za odpovědného jak za obléhání Sarajeva, tak za masakr ve Srebrenici.

## Život a vojenská kriéra

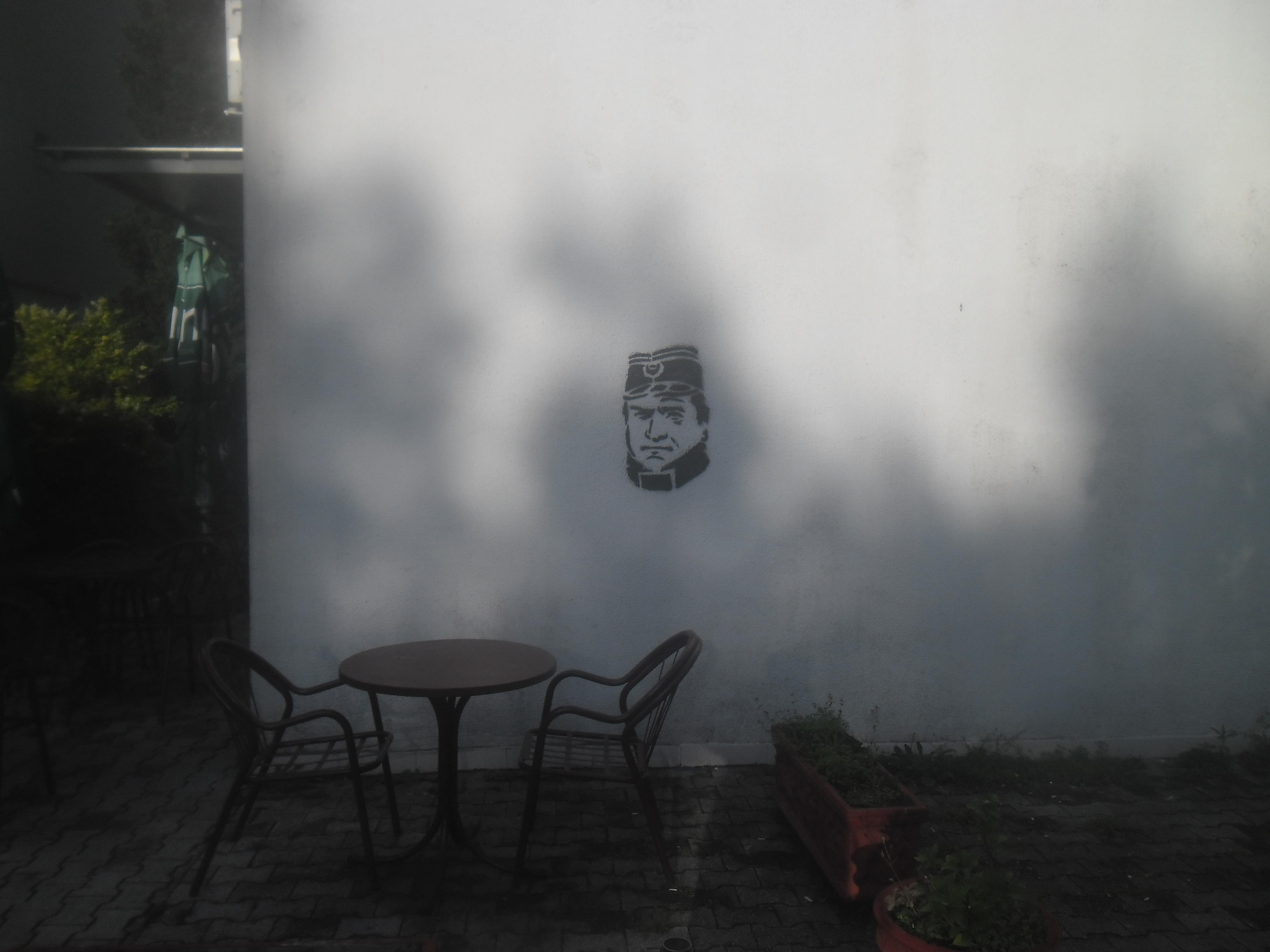
Šablonová kresba Mladiće v Baru, Černá Hora

Ratko Mladić se narodil v Božanovići, tehdy v Nezávislém státu Chorvatsko, 12. března 1943.
Jeho otec Neđa (1909–1945) byl členem jugoslávských partyzánů. Jeho matka Stana (rozená Lalović; 1919–2003) vychovala po smrti svého manžela v roce 1945 během druhé světové války sama své tři děti – dceru Milicu (*1940), syny Ratka a Milivoje (1944–2001). Bosna a Hercegovina byla tehdy součástí Nezávislého státu Chorvatsko, fašistického loutkového státu vedeného chorvatskými ustašovci v letech 1941 až 1945, který byl zřízen nacistickým Německem a fašistickou Itálií po invazi a rozdělení Království Jugoslávie v roce 1941. Mladićův otec Neđa byl zabit v boji (na třetí narozeniny Ratka Mladiće), když vedl partyzánský útok na rodnou vesnici vůdce ustašovců Ante Paveliće v roce 1945.
Po dokončení základní školy pracoval Mladić v Sarajevu v podniku PRETIS jako zámečník. V roce 1961 nastoupil na Vojensko-průmyslovou školu v Zemunu. Poté pokračoval na vojenskou akademii KOV a následně na důstojnickou akademii. Po absolvování dne 27. září 1965 začal Mladić svou kariéru v Jugoslávské lidové armádě. Ve stejném roce vstoupil do Svazu komunistů Jugoslávie, jehož členem zůstal až do rozpadu strany v roce 1990.
Mladić nastoupil4. listopadu 1965 na své první místo důstojníka ve Skopje, kde byl velitelem a zároveň nejmladším vojákem své jednotky. Od hodnosti poručíka v dubnu 1968 se ukázal jako schopný důstojník, nejprve velel četě (květen 1970), poté praporu (27. listopadu 1974) a následně brigádě. V září 1976 zahájil vyšší vojenské vzdělání na „velitelsko-štabní akademii“ v Bělehradě, kterou dokončil na prvním místě se známkou 9,57 (z 10).
25. prosince 1980 se Mladić stal podplukovníkem. Následně se 18. srpna 1986 stal plukovníkem se základnou ve Štipu. V září 1986 dokončil dodatečný ročník vojenského vzdělání. 31. ledna 1989 byl povýšen do funkce vedoucího oddělení výcviku Třetího vojenského okruhu ve Skopje. 14. ledna 1991 byl opět povýšen, tentokrát do funkce zástupce velitele v Prištině.

## Role za války v Jugoslávii
V červnu 1991 byl Mladić povýšen do funkce zástupce velitele Prištinského sboru v Socialistické autonomní provincii Kosovo v době vysokého napětí mezi kosovskými Srby a většinovým albánským kosovským obyvatelstvem. Téhož roku dostal Mladić velení 9. sboru a vedl tuto formaci proti chorvatským silám v Kninu, hlavním městě samozvané Republiky srbská Krajina.
4. října 1991 byl Mladić povýšen na generálmajora. Síly JNA pod jeho velením se účastnily chorvatské války, zejména během Operace Pobrěží-91 ve snaze odříznout Dalmácii od zbytku Chorvatska, což vyústilo v pat (Chorvati udrželi celé pobřeží u Zadaru a Šibeniku a Srbská Krajina rozšířila své území ve vnitrozemí). Mezi další rané operace patřila Mladićova pomoc milici Milana Martiće při obléhání Kijeva v roce 1991 a při bitvě o Zadar.
24. dubna 1992 byl Mladić povýšen do hodnosti generálplukovníka. 2. května 1992, měsíc po vyhlášení nezávislosti Bosny a Hercegoviny, Mladić a jeho generálové zablokovali město Sarajevo, uzavřeli veškerou dopravu do a z města a také vodu a elektřinu. Tím začalo čtyřleté obléhání Sarajeva, nejdelší obléhání města v dějinách moderního válečnictví. Město bylo ostřelováno granáty a ostřelováno snipery. 9. května 1992 se ujal funkce náčelníka štábu/zástupce velitele velitelství 2. vojenského okruhu JNA v Sarajevu. Následující den se Mladić ujal velení velitelství 2. vojenského okruhu JNA. 12. května 1992, v reakci na odtržení Bosny od Jugoslávie, bosenskosrbský parlament odhlasoval vytvoření Armády Republiky srbské (zkráceně VRS). Současně byl Mladić jmenován velitelem hlavního štábu VRS - funkce, kterou zastával až do prosince 1996. Během 16. zasedání bosenskosrbského shromáždění dne 12. května 1992 Radovan Karadžić vyhlásil svých „šest strategických cílů“, včetně „Vymezení státu odděleně od ostatních dvou národních společenství“, „Koridor mezi Semberií a Krajinou“ a „Zřízení koridoru v údolí řeky Driny a odstranění řeky Driny jako hranice mezi srbskými státy.“ Poté Mladić řekl:
Tam nemůžeme provést čistku, ani nemůžeme mít síto, kterým bychom prosévali, aby zůstali jen Srbové, nebo aby Srbové propadli a ostatní odešli. No, to je, to nebude, nevím, jak by to pan Krajišnik a pan Karadžić vysvětlili světu. Lidé, to by byla genocida. Musíme vyzvat každého člověka, který sklonil čelo k zemi, aby přijal tyto oblasti a území státu, který plánujeme vytvořit.

V květnu 1992, po stažení jednotek JNA z Bosny, se 2. vojenský okruh JNA stal jádrem hlavního štábu VRS. 24. června 1994 byl povýšen do hodnosti armádního generála, měl pod sebou přibližně 80 000 vojáků umístěných v oblasti.
V červenci 1995 jednotky pod Mladićovým velením, napadené leteckými údery NATO zaměřenými na vynucení splnění ultimáta OSN odstranit těžké zbraně z oblasti Sarajeva, obsadily a ovládly „bezpečné zóny“ OSN Srebrenica a Žepa. V Srebrenici bylo vyhnáno přes 40 000 Bosňáků, kteří tam hledali bezpečí. Odhaduje se, že 8 300 jich bylo zavražděno na Mladićův rozkaz. 4. srpna 1995, kdy se obrovská chorvatská vojenská síla chystala zaútočit na oblast v centrálním Chorvatsku drženou Srby, Radovan Karadžić oznámil, že odvolává Mladiće z jeho funkce a přebírá osobně velení VRS. Karadžić obvinil Mladiće ze ztráty dvou klíčových srbských měst v západní Bosně, která nedávno padla do rukou chorvatské armády, a použil ztrátu těchto měst jako záminku k vyhlášení překvapivých změn ve velení. Mladić byl degradován na „poradce“. Odmítl odejít potichu, prohlašoval, že má podporu jak bosenskosrbské armády, tak lidu. Karadžić reagoval tím, že označil Mladiće za „šílence“ a pokusil se mu odebrat politickou hodnost, ale zjevná Mladićova popularita přiměla Karadžiće, aby svůj rozkaz 11. srpna odvolal. Jeho činy během války vedly k tomu, že byl mnohými označován za „Bosenského řezníka“.
Během války bylo zaznamenáno několik Mladićových rozhovorů:
V odposlechnutém rozhovoru dne 23. května 1992 řekl Mladić Fikretu Abdićovi, že je ‚zde pro mír‘, ale pohrozil odvetnými útoky, pokud jeho požadavky nebudou splněny, a uvedl, že ‚nařídí ostřelování celého Bihaće […] a ten také shoří‘. Mladić varoval Abdiće, že ‚celá Bosna shoří, jestliže začnu „mluvit“‘. Mladić pak pohrozil, že bosenské vedení, jehož součástí byl i Abdić, způsobilo ‚to všechno‘ a uvedl, že pokud jeho požadavky vůči Abdićovi nebudou splněny, nenechá Sarajevo na pokoji, dokud v něm někdo dýchá‘… Mladić řekl: ‚Takže jsme šli pomalu obsazovat tato údolí a vyčistit ten turecký odpad.‘ Mladić dodal, že se obává, že ‚kluci odtamtud‘ by dovolili uprchlíkům – které označil za ‚Turky‘ a Chorvaty – vrátit se, a uvedl, že proto ‚by měli vidět, co potřebujeme udělat a jak to udělat‘. V jiném zaznamenaném rozhovoru mezi Mladićem a Karadžićem téhož dne uvedl Mladić, že dříve řekl profesoru Koljevićovi: ‚Ser na Turky v Žepě, ve Srebrenici, v Goražde.‘
ICTY, ve svém rozsudku proti Mladićovi.“
8. listopadu 1996 odvolala Biljana Plavšićová, prezidentka Bosenské srbské republiky, Mladiće z jeho funkce. Pokračoval v pobírání penze až do listopadu 2005.“

## Obžaloba u ICTY

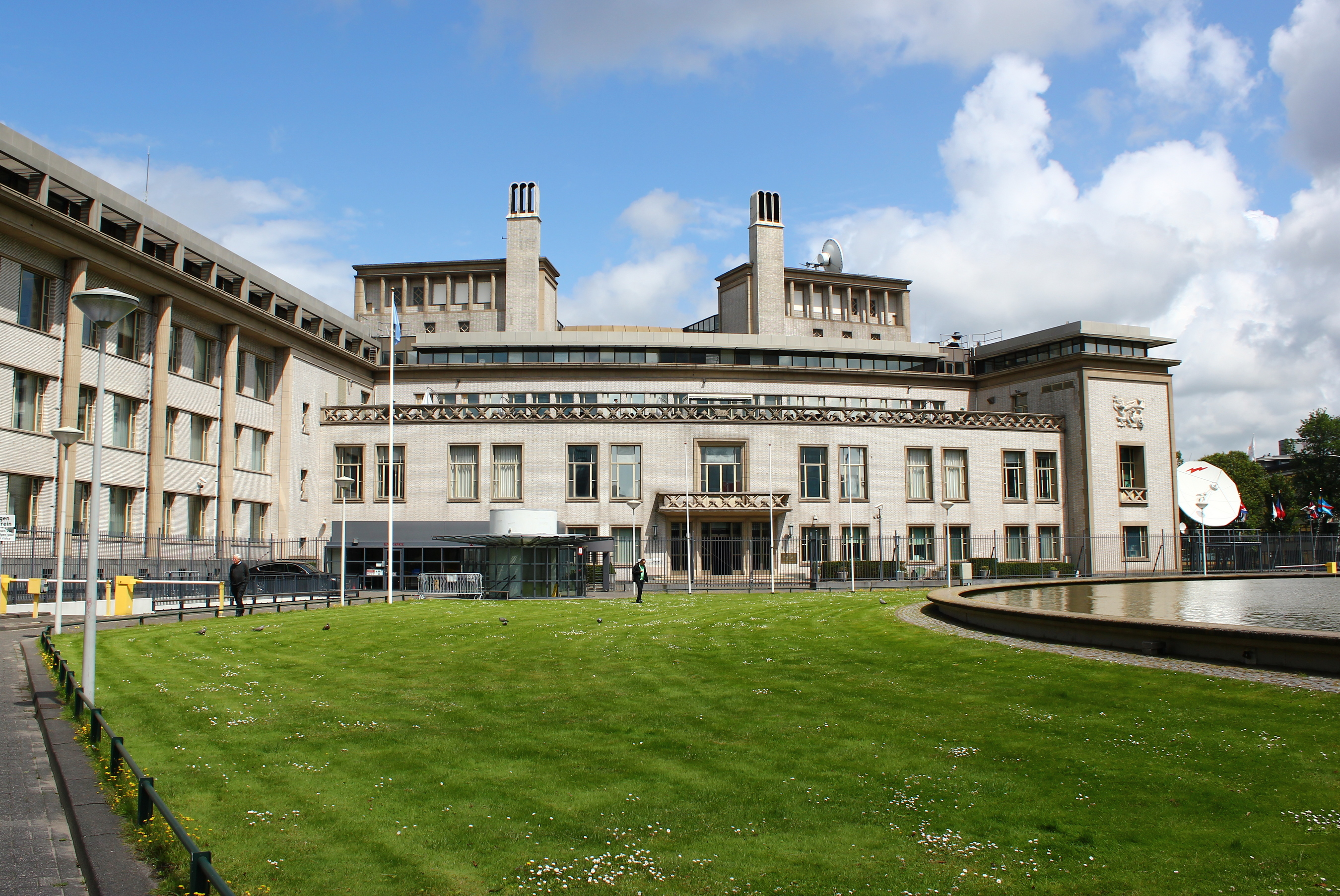
Budova Mezinárodního trestního tribunálu pro bývalou Jugoslávii v Haagu

24. července 1995 byl Mladić obžalován Mezinárodním trestním tribunálem pro bývalou Jugoslávii (ICTY) za genocidu, zločiny proti lidskosti a četné válečné zločiny (včetně zločinů souvisejících s údajnou odstřelovací kampaní proti civilistům v Sarajevu). 16. listopadu 1995 byla obžaloba rozšířena tak, aby zahrnovala obvinění z válečných zločinů za útok na oblast Srebrenice, vyhlášenou OSN za bezpečnou zónu, v červenci 1995.
Jako uprchlík před ICTY byl podezírán, že se skrývá buď v Srbsku nebo v Republice srbské. Podle zpráv byl Mladić spatřen na fotbalovém zápase mezi Čínou a Jugoslávií v Bělehradě v březnu 2000. Vstoupil přes VIP vchod a seděl v soukromé lóži obklopen osmi ozbrojenými bodyguardy. Objevily se tvrzení, že byl spatřen na předměstí Moskvy, a že „pravidelně“ navštěvoval Soluň a Athény, což vyvolalo podezření, že bylo posíláno četné falešné hlášení, aby zakryl svou stopu. Některé zprávy uváděly, že se uchýlil do svého válečného bunkru v Han Pijesaku, nedaleko Sarajeva, nebo v Černé Hoře.
Na počátku února 2006 byly části zprávy srbské vojenské rozvědky uniknuty do srbských novin Politika, které uváděly, že Mladić byl skrýván v zařízeních Armády Republiky srbské a jugoslávské armády až do 1. června 2002, kdy Národní shromáždění Srbské republiky přijalo zákon, který nařizoval spolupráci s ICTY v Haagu. Tehdejší náčelník generálního štábu Jugoslávské armády Nebojša Pavković požádal Mladiće, aby opustil zařízení, kde se zdržoval na hoře Povlen, poblíž Valjeva, poté srbské vojenské agentury tvrdí, že ztratily jeho stopu.
Zpočátku žil Mladić volně v Bělehradě. Po zatčení Slobodana Miloševiće v roce 2001 se Mladić uchýlil do ilegality, ale stále byl chráněn srbskými bezpečnostními službami a armádou. Selhání Srbska dostat Mladiće před spravedlnost vážně poškodilo jeho vztahy s Evropskou unií.
V roce 2004 Paddy Ashdown, tehdejší vysoký představitel OSN v Bosně a Hercegovině, odvolal 58 úředníků z jejich postů kvůli podezření, že pomáhali podezřelým z válečných zločinů, včetně Mladiće a Karadžiće, vyhnout se zatčení. Některým úředníkům byly uloženy zákazy cestování a byly jim zmrazeny bankovní účty. Zákaz byl později po dopadení Mladiće zrušen.
V listopadu 2004 britští obraní činitelé připustili, že vojenská akce pravděpodobně nebude úspěšná při dostání Mladiće a dalších podezřelých před soud. Jednoho zimního dne byli britští vojáci OSN nesoucí krátké zbraně konfrontováni generálem, který sjížděl sjezdovku na sarajevském bývalém olympijském lyžařském středisku, ale ani se nepohnuli k tomu, aby sáhli po svých zbraních; za Mladićem sjížděli čtyři bodyguardi. Navzdory jeho haagskému zatykači se britští vojáci rozhodli pokračovat v lyžování. NATO později vyslalo komanda, aby zatkla různé podezřelé z válečných zločinů, ale Mladić se jednoduše uchýlil do podzemí. Žádná akce NATO ani požadavky OSN, ani dokonce odměna 5 milionů dolarů vyhlášená Washingtonem ho nedokázaly přivést.
V prosinci 2004 bylo odhaleno, že Armáda Republiky srbské poskytovala Mladićovi útočiště a chránila jej až do léta 2004, navzdory opakovaným a veřejným výzvám ke spolupráci s ICTY a k dopadení válečných zločinců. 6. prosince NATO uvedlo, že Mladić navštívil během léta svůj válečný bunkr, aby oslavil Den Armády Republiky srbské.“
V červnu 2005 noviny The Times tvrdily, že Mladić požadoval 5 milionů dolarů (2,75 milionu liber) jako „kompenzaci“, která měla být dána jeho rodině a bodyguardům, pokud by se sám vzdal ICTY v Haagu. V lednu 2006 obžaloval bělehradský soud 10 osob za napomáhání Mladićovi při skrývání od roku 2002 do ledna 2006. Vyšetřování ukázalo, že Mladić trávil svůj čas v Novém Bělehradě, předměstí hlavního města.“
21. února 2006 bylo mylně oznámeno, že Mladić byl zatčen v Bělehradě a je převážen přes Tuzlu k válečnému tribunálu ICTY. Zatčení bylo srbskou vládou popřeno. Vláda nepopřela pověsti o plánované dohodnuté kapitulaci mezi Mladićem a srbskými speciálními silami. Rumunská vláda a srbské zdroje 22. února 2006 tvrdily, že Mladić byl zatčen v Rumunsku poblíž města Drobeta-Turnu Severin, blízko srbských hranic, při společné rumunsko-britské speciální operaci provedené jednotkami těchto zemí. Avšak žalobkyně ICTY Carla del Ponteová popřela pověsti, že Mladić byl zatčen a prohlásila, že „nemají absolutně žádný základ“. Del Ponteová vyzvala srbskou vládu, aby jej bez dalšího odkladu nalezla, a řekla, že Mladić je v dosahu srbských orgánů a že je v Srbsku od roku 1998. Dodala, že selhání dopadnout jej poškodí úsilí Srbska vstoupit do Evropské unie (EU). Termín 1. května 2006, který Del Ponteová stanovila pro Srbsko k vydání Mladiće, uplynul, což vedlo k pozastavení rozhovorů mezi Srbskem a EU. EU považovala zatčení Mladiće, spolu s plnou spoluprací s ICTY, za předpoklad, který musí být splněn, než Srbsko může vstoupit do organizace.“
V červenci 2008 vyjádřili srbští představitelé obavu, že Mladić by mohl nařídit nebo nařídil svým bodyguardům, aby jej zabili, aby zabránil svému dopadení a postavení před soud.
Na základě průzkumu NGO Strategic Marketing pro televizní stanici B92 z března 2009, kterého se zúčastnilo 1 050 respondentů, by 14 % občanů Srbska odhalilo informace, které by vedly k jeho zatčení, výměnou za 1 milion eur, 21 % nemělo vyhraněný postoj a 65 % by informace za 1 milion eur neposkytlo (průzkum se uskutečnil v době, kdy velvyslanectví Spojených států vypsalo odměnu 1,3 milionu eur za jakékoli informace o Mladićovi). Avšak bylo poznamenáno, že formulace otázky mohla být problémem, jelikož vzorek odpovědí „Ne“ zahrnoval také ty, kteří by Mladiće okamžitě nahlásili bez zaplacení, protože věřili, že platba v tomto případě je nemorální. Ačkoliv předchozí zprávy uváděly, že 47 % podporuje vydání, bylo zjevné, že většina obyvatelstva je proti němu. Podle průzkumu provedeného Národním výborem pro spolupráci s ICTY by 78 % dotázaných nenahlásilo Mladiće úřadům, přičemž 40 % věřilo, že je hrdina. Jen 34 % uvedlo, že by se zatčením Mladiće souhlasili.“
11. června 2009 bosenská televizní stanice odvysílala videa Mladiće natočená během předchozí dekády. Poslední video, které bylo uvedeno v pořadu 60 Minuta, ukazovalo Mladiće se dvěma ženami, údajně natočené v zimě 2008. Avšak televize k tomu neposkytla žádný důkaz. Srbsko uvedlo, že je „nemožné“, aby byla videa natočena v roce 2008. Rasim Ljajić, srbský ministr pověřený spoluprací s tribunálem OSN, potvrdil, že záběry jsou staré a byly již předány ICTY v březnu 2009. Ljajić tvrdil, že „poslední známé záběry byly pořízeny před osmi lety. Naposledy byl Mladić ve vojenských prostorách v kasárnách Krčmari poblíž [západosrbského města] Valjevo dne 1. června 2002.“ Dříve nezveřejněné snímky ukazují Mladiće v různých restauracích a bytech a v tom, co se jeví jako vojenské kasárny v Srbsku, téměř vždy v doprovodu své ženy Bosy a syna Darka.“
16. června 2010 podala Mladićova rodina žádost o prohlášení za mrtvého, tvrdíc, že měl špatné zdraví a byl sedm let nezvěstný. Pokud by bylo prohlášení schváleno, Mladićova manželka by mohla pobírat státní penzi a prodat jeho majetek. V této době se Mladić skrýval v domě vlastněném jeho rodinou.“
V říjnu 2010 Srbsko zesílilo pátrání zvýšením odměny za dopadení Mladiće z 5 milionů eur na 10 milionů eur.

## Tribunál (ICTY)

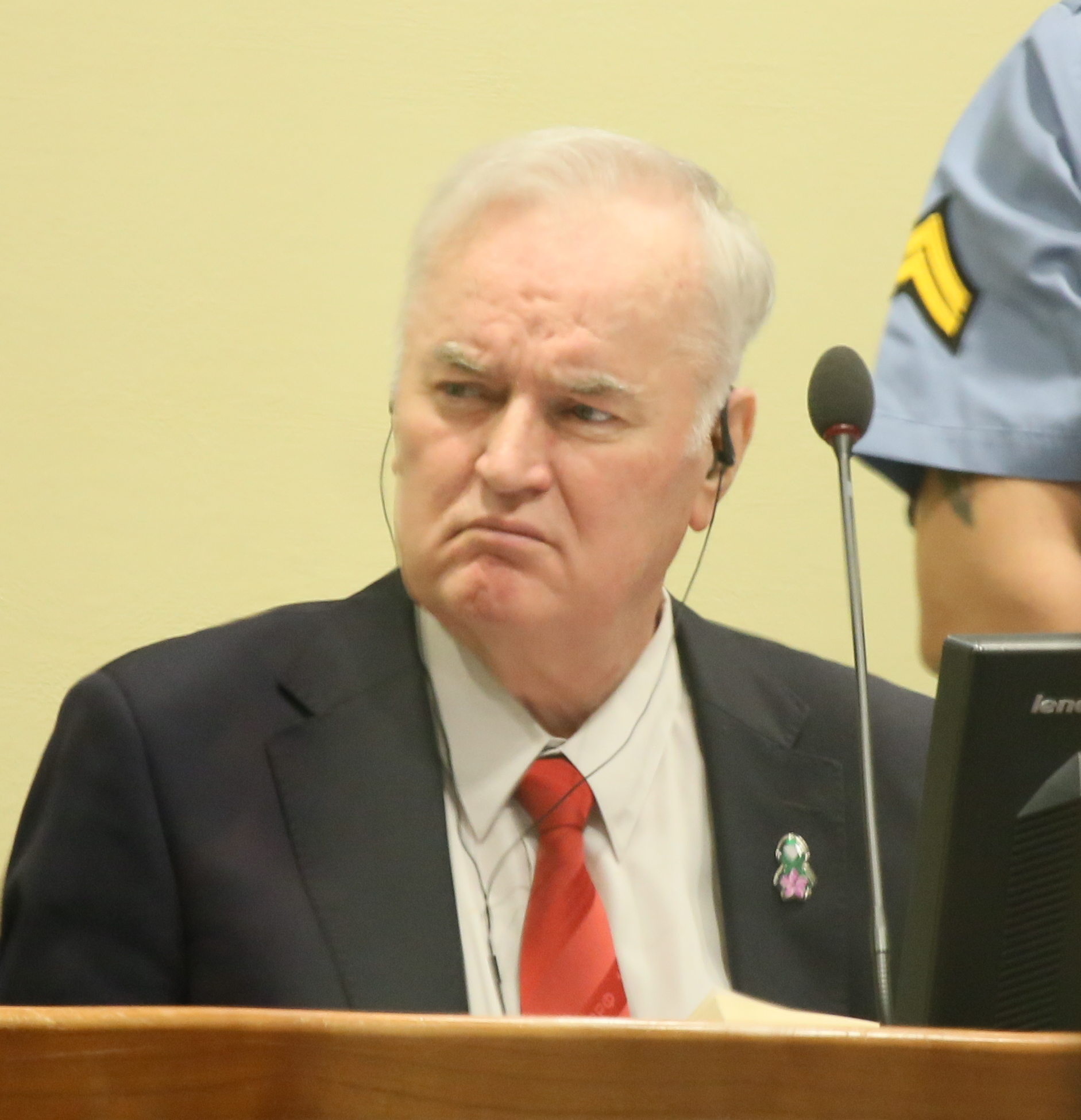
Ratko Mladić v Haagu (2017)

Mladić byl zatčen 26. května 2011 v Lazarevu na severu Srbska. Jeho zatčení provedly dvě desítky srbských speciálních policistů v černých uniformách a maskách, bez jakýchkoli označení. Policii doprovázeli agenti Bezpečnostní informační agentury a Úřadu prokurátora pro válečné zločiny. Důstojníci vjeli do vesnice ve čtyřech SUV v časných ranních hodinách, zatímco většina obyvatel ještě spala. Současně zastavili u čtyř domů, z nichž každý patřil příbuzným Mladiće. Mladić se chystal vyjít na dvůr na procházku poté, co byl probuzen bolestí, když čtyři důstojníci přeskočili plot a vloupali se do domu právě ve chvíli, kdy se pohyboval ke dveřím, uchopili Mladiće, srazili ho na zem a požadovali, aby se identifikoval. Mladić se správně identifikoval a vzdal se dvou pistolí, které měl u sebe. Poté byl odvezen do Bělehradu. Mladić byl zatčen v domě svého bratrance Branislava Mladiće, na ulici Vuka Karadžića 2.
Branislav byl označen jako možný podezřelý nejméně dva měsíce předtím a byl sledován až do svého zatčení. Po určité počáteční pochybnosti o identitě zatčeného potvrdil srbský prezident Boris Tadić na tiskové konferenci, že se jedná o Mladiće, a oznámil, že je v procesu jeho vydání ICTY. Mladić používal při skrývání pseudonym „Milorad Komadić“. Mladić nenosil vousy ani žádnou jinou masku. Podle zpráv jeho vzhled ukazoval, že „značně zestárl“, a jedna z jeho paží byla ochromena v důsledku série mrtvic.
Po svém zatčení se Mladić objevil před Bělehradským vyšším soudem u slyšení o tom, zda je způsobilý k vydání do Haagu. Soudce Milan Dilparić přerušil výslech kvůli jeho špatnému zdravotnímu stavu. Mladićův právník Miloš Šaljić uvedl, že jeho špatné zdraví mu bránilo ve správné komunikaci. Údajně nebyl schopen potvrdit své osobní údaje, ale několikrát se pokusil mluvit s prokurátory, zejména se zástupcem prokurátora pro válečné zločiny Brunem Vekarićem.
Nicméně soud dne 27. května rozhodl, že je způsobilý k vydání. Podle srbského ministerstva zdravotnictví tým vězeňských lékařů popsal jeho zdravotní stav po kontrolách jako stabilní. Mladiće také navštívil ve vězení ministr zdravotnictví Zoran Stanković, bývalý přítel. Mladić byl vydán do Haagu 31. května 2011 a jeho proces byl v Haagu formálně zahájen 16. května 2012. Mladić také přežil infarkt, který prodělal ve své detenční jednotce dne 23. prosince 2013. Mladić byl zatčen ve stejný den, kdy zástupkyně EU Catherine Ashtonová navštívila Bělehrad. Jeho zatčení zlepšilo vztahy s EU, která měla obavy, že Srbsko poskytuje Mladićovi útočiště. V červenci 2015 média uvedla, že se ‚snaží najít jednoho norského důstojníka, aby přišel do Haagu svědčit‘ v procesu.
V roce 2017 Mezinárodní trestní tribunál pro bývalou Jugoslávii (ICTY) uznal Mladiće vinným v 10 bodech obžaloby: jeden z genocidy, pět ze zločinů proti lidskosti a čtyři z porušení zákonů nebo zvyklostí války. Byl zproštěn jedné obžaloby z genocidy. Jako vrchní vojenský důstojník s velitelskou odpovědností byl Mladić podle ICTY shledán odpovědným jak za obléhání Sarajeva, tak za masakr ve Srebrenici. ICTY odsoudil Mladiće k doživotnímu vězení.
V roce 2018 bylo během odvolacího procesu tři z pěti soudců odvolacího soudu odvoláno Mechanismem pro mezinárodní trestní tribunály (MITC), protože ‚se jevili jako zaujatí‘, jelikož dříve vydali určité závěry spojené s Mladićem v jiných případech v Haagu.
V lednu 2019 odvolací komora částečně vyhověla žádosti žaloby a zrušila tři z pěti podání, která Mladić podal za účelem předložení nových důkazů. 7. června 2019 požádal Mladić o prodloužení svých odvolacích podání, což bylo uděleno. 13. června 2019 bylo na statusové konferenci oznámeno, že Mladićovi byla diagnostikována ‚neškodná arytmie‘ a že plánování potenciálních odvolacích slyšení dosud nezačalo.
10. července 2019 byl Mladić hospitalizován po zdravotním kolapsu, ale poté byl propuštěn a 12. července převezen zpět do detenční jednotky v Haagu poté, co bylo zjištěno, že nemoc není život ohrožující a není známkou zhoršených srdečních problémů. První odvolací slyšení se konalo dne 25. a 26. srpna 2020.
3. září 2020 hlasoval pětičlenný senát odvolací komory MITC v poměru 4–1 proti Mladićově žádosti o budoucí hospitalizaci mimo jeho detenční centrum v Haagu. 8. června 2021 bylo zamítnuto Mladićovo konečné odvolání a jeho doživotní trest potvrzen.
Svůj trest si odpykává ve věznici v Haagu.
V roce 2025 bylo oznámeno, že Mladić trpí nevyléčitelnou nemocí a zbývají mu jen měsíce života. Žádost o soucitné propuštění byla zamítnuta.
Tribunál v Haagu o Mladićově osudu rozhodoval celkem čtyři roky, před soudem vystoupilo více než 600 svědků včetně přeživších masakru.